# San Andrés (sitio arqueológico)

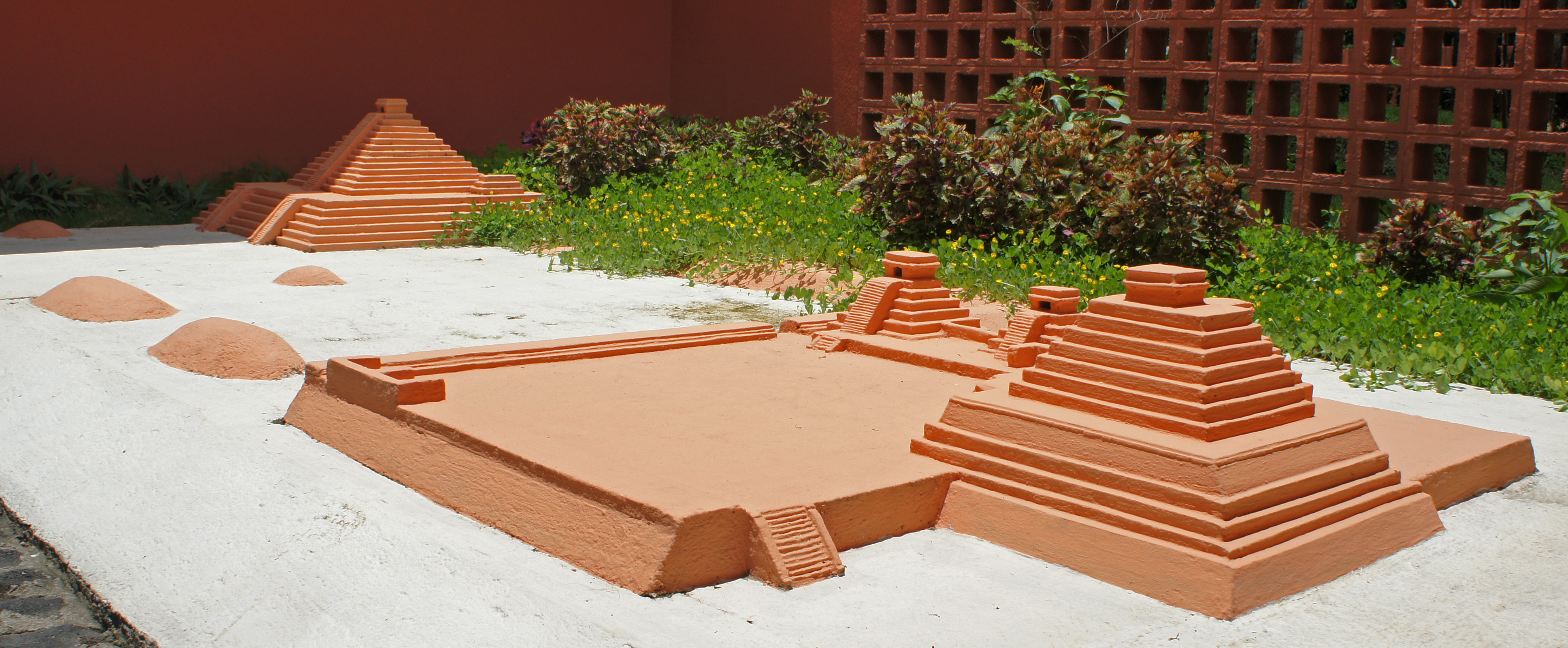
Maqueta con las principales estructuras del sitio arqueológico San Andrés. El complejo de La Acrópolis se ubica al frente y La Campana al fondo.

San Andrés es  un parque arqueológico prehispánico de la cultura maya ubicado en la jurisdicción de Ciudad Arce del departamento de La Libertad de El Salvador, que fue capital de un señorío maya, que tenía supremacía sobre los demás asentamientos del valle de Zapotitán, y que se veía fuertemente influenciado por Copán.
Su larga ocupación se inició en el preclásico medio (900 a. C. a 400 a. C.) como un pueblo agrícola en el valle de Zapotitán, que fue desocupado brevemente entre los siglos IV o V d. C. a causa de la enorme erupción de la caldera del Lago de Ilopango, siendo nuevamente ocupado poco tiempo después, junto con muchos otros sitios del valle; llegando a su apogeo en el período clásico tardío (entre el 600 y 900 d. C.). Luego de ello colapsaría y sería utilizado brevemente como sitio residencial en el posclásico temprano (900 a 1200 d. C.). Más adelante en la zona habría un obraje de añil y una hacienda (de donde viene el nombre del sitio). En la década de 1940 iniciarían las investigaciones arqueológicas en el sitio y en la década de 1990 se inauguraría el parque arqueológico.

## Estructuras
El sitio arqueológico de San Andrés se localiza en la jurisdicción de Ciudad Arce, departamento de la Libertad; en un área conocido como valle de Zapotitán, que abarca una superficie de alrededor de 540 kilómetros cuadrados (desde el lago de Coatepeque al volcán de San Salvador) y que es el remanente de un lago del pleistoceno. El sitio se encuentra entre los ríos Sucio y de Agua Caliente, qué vendrían siendo sus principales fuentes de agua; otra importante fuente de agua para los pobladores del valle sería el lago de Zapotitán, que ya no existe debido a obras de drenaje, y que se ubicaba a 6 kilómetros de San Andrés.
El sitio arqueológico abarca un área estimada de 3 kilómetros cuadrados, y si se le incluyen otros sitios menores ubicados en los alrededores su extensión total aproximada sería de 10 kilómetros cuadrados. En los alrededores del sitio se encuentran otros sitios importantes, con ocupaciones que van del preclásico (1500 a. C. - 200 d. C.) al posclásico (900 - 1524 d. C.), como: Joya de Ceren, El Cambio, Chanmico, El Chahüite, Nuevo Lourdes Poniente y Chuchucato. Para el clásico tardío (600 - 900 d. C.) San Andrés fue un centro regional, político, económico, y religioso; y se estima que en ese entonces el valle de Zapotitán albergaba una población de entre 40.000 a 100.000 habitantes.
Las primeras investigaciones del sitio fueron hechas en 1940 por John Dimick, quien contaba con Stanley Boggs como uno de sus asistentes. A partir de entonces la mayoría de investigaciones y excavaciones en San Andrés se han centrado principalmente en el centro monumental, que es lo que abarca el parque arqueológico, y que consta de 17 estructuras que en su mayoría (en sus etapas finales) fueron construidas con bloques de adobe (hechos con molde, y cubiertos con un mortero parecido al cemento) con un repello de argamasa (una mezcla de barro, tierra, cal, y una fracción de roca triturada y de pequeñas gravas de origen volcánico llamadas piedrín o pómez negra) dispuesto en tres capas; estas estructuras se encuentran distribuidas en dos zonas: la acrópolis y la plaza norte.
El área residencial, en cambio, no ha sido muy estudiada, y se calcula qué habría unas 1200 estructuras que habrían sufrido graves daños por saqueos y los cultivos. Es muy probable que al igual que Joya de Cerén (ubicado a 5 kilómetros de este, y que habría sido uno de los sitios bajo su dominio), solo algunas estructuras fuesen viviendas, mientras que las demás tendrían otros usos (cocina, bodega, casa comunal, etc).

### Acrópolis

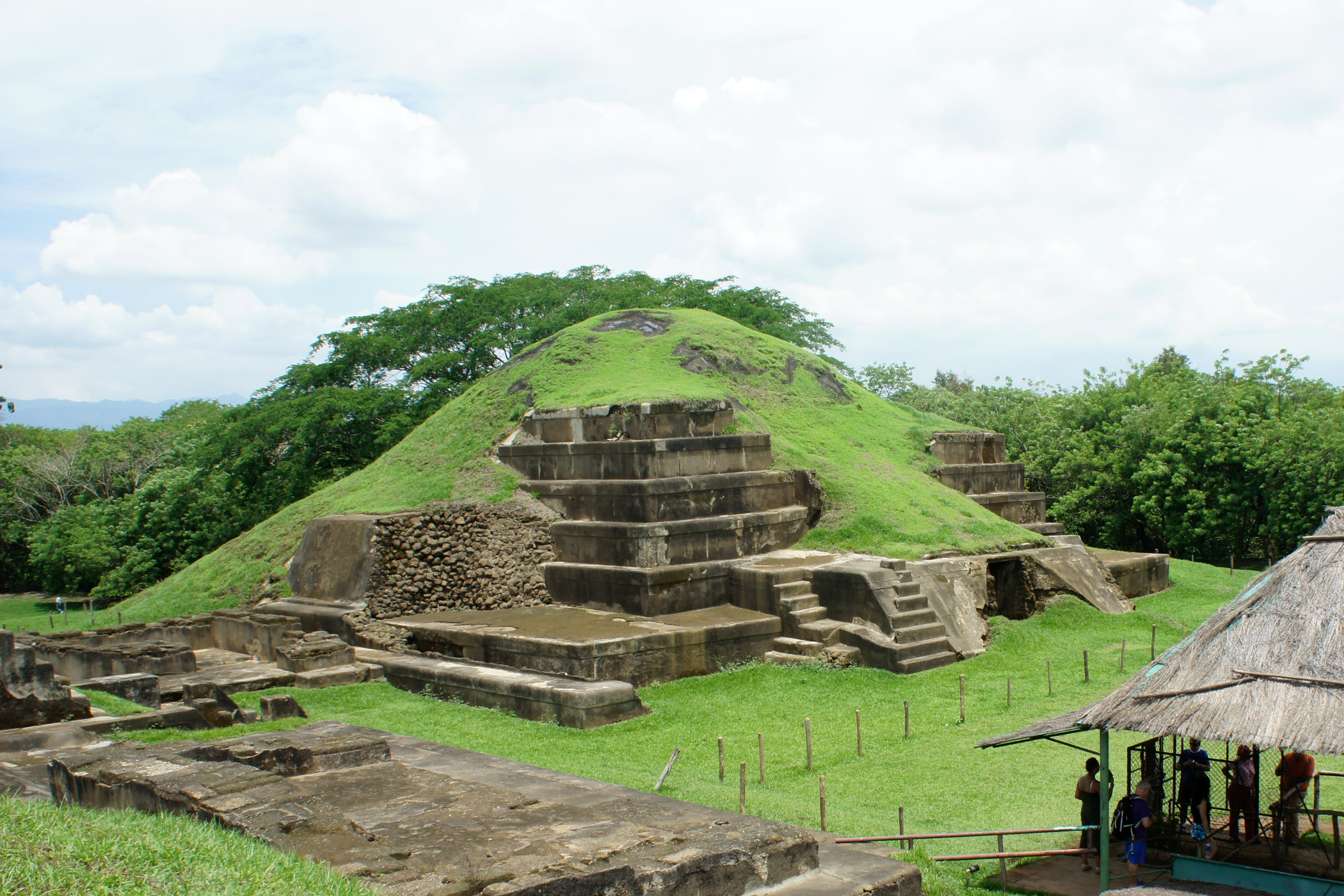
Estructura 1 (pirámide principal) en la Acrópolis

Esta zona, en un principio, luego que el sitio fuese reocupado después de la erupción del hoy lago de Ilopango (entre los siglos IV y V), era una plaza abierta qué sería la plaza sur del sitio; sobre ella se construiría la acrópolis a inicios del clásico tardío (600 - 900 d. C.), para lo cual se rellenaría la antigua plaza con unos 500.000 o 600.000 bloques de adobe hechos con molde (probablemente fabricados en distintos lugares por su tamaño variable, y que se obtendrían como pago de tributo de las poblaciones sometidas a San Andrés) y puestos en capa, compensando la diferencia de tamaño entre los bloques con la colocación de varios centímetros de mortero de barro. Con ello se crearía un área elevada y privada, que mide unos 100 metros cuadrados y 4 metros de altura, y donde se edificararían las principales estructuras ceremoniales y políticas.
Las investigaciones de Óscar Camacho en la década de 2010s mostraron qué en esta zona se utilizaron sucesivamente 4 sistemas constructivos (es decir formas distintas de construir una estructura), cada uno con una o más estructuras qué pudieron tener varias etapas de construcción. Los primeros dos sistemas ocurrieron previo a la construcción de a la acrópolis, ubicándose estratigraficamente entre la erupción de la caldera de Ilopango y la de Loma Caldera (por el 660 d. C.; que fue la erupción qué sepultó el sitio de Joya de Ceren), y son los sistemas constructivos de núcleo de tierra con revestimiento de piedra y de núcleo de tierra con revestimiento de argamasa. Mientras que los otros dos sistemas son: de núcleo de adobe con repello de argamasa, qué como se dijo anteriormente es el más utilizado en el sitio (siendo también el modo en que está construida la acrópolis); y de núcleo de tierra con revestimiento de bloques de toba cortada, que como se verá más adelante se encuentra principalmente en la estructura 7.
Durante la construcción de la acrópolis se habrían llevado a cabo varios rituales, como lo evidencia los sacrificios humanos, las ofrendas de vasijas e incensarios de cerámica, y las esculturas talladas (2 con forma de serpiente, una de loro, una de rana, y una de figura humana) halladas a inicios de la década de 1940s. Estos rituales habrían contribuido a formar identidades locales, y a la vez a formalizar las desigualdades sociales y la centralización de la autoridad política en la región.

#### Pirámides y aposentos
En el extremo sur de la acrópolis se encuentran la pirámide o estructura 1, la pirámide principal, qué mide unos 17 metros de alto (contando desde la base de la acrópolis); al extremo oriente se encuentran en línea las pirámides o estructuras 2, 3 y 4. Cada una de las pirámides habría estado coronada por un templo; y entre ellas hay también distintos elementos adosados, hechas de tierra revestida con bloques de toba cortada, que incluyen las estructuras (probablemente templos, adoratorios o residencias de sacerdotes) 1b y 2b.
En las pirámides se han detectado cuatro etapas constructivas; y algunas tienen decoraciones modeladas, como es el caso de la estructura 1 que tiene bandas de círculos y el uso generalizado de cornisas en los cuerpos de la edificación (que parecen ser una doble cornisa). En 1978, Jorge Mejía, bajo la dirección de Stanley Boggs, excavaría frente a la estructura 3 una trinchera para indicar la profundidad a la plaza original; en ella, se observaría como el relleno de adobe conservó la escalinata original, y se encontraría un cráneo (con deformación frontal e incrustaciones dentales) de un personaje masculino probablemente de alto estatus que sería capturado en un conflicto y finalmente sacrificado; más adelante, en el 2007, Paul Amaroli investigaría esa trinchera con el método del túnel.
En los extremos norte y poniente de la acrópolis se encuentran una serie de cuartos formando una L (las estructuras 16 y 17, conocidos como los aposentos) qué servirían como residencia de los gobernantes y salas de reunión, siendo por lo tanto los últimos palacios de San Andrés, de los cuales dos han sido reconstruidos.

#### Estructuras anexas
Detrás de las estructuras 2, 3 y 4 se encuentra una prolongación de la acrópolis con menor elevación; en la que se ubica la estructura 13, una pequeña estructura ceremonial, qué es asimétrica en el eje este-oeste (siendo levemente más alta en el lado oeste que en el este) lo que pudo haber permitido una nivelación qué la conectase con la estructura 3 (qué pudo tener un cuerpo o terraza adosada con escalinata en su lado este). Según las excavaciones, este sector tendría tres etapas constructivas.
En medio de la acrópolis se ubican las estructuras 14 y 15, pequeñas edificaciones qué serían posiblemente una casa y una cocina del posclásico temprano (900 a 1200 d. C.; luego de que el sitio colapsase y la nobleza desocupese la acrópolis).
Al sur de la acrópolis se encuentra la estructura "7", otra estructura ceremonial; que cuenta con dos etapas constructivas, cubiertas ambas con bloques tallados de toba (también llamados talpetates), siendo una de las pocas estructuras del sitio hechas de piedra. En esta edificación, Jorge Mejía descubriría en 1978 una ofrenda exótica compuesta por un pedernal excéntrico (probablemente del actual Belice), una vasija (del grupo cerámico Petén Pulido) del actual Petén guatemalteco o de Belice, una espina de mantarraya (objeto relacionado con el autosacrificio), conchas de mar (de la especie Spondylus princeps), entre otras cosas; esta ofrenda sigue los lineamientos de las ofrendas de las élites mayas, lo que muestra que los líderes del sitio participaban en el sistema de creencia maya. Asimismo, esta estructura posee características excepcionales, al ser enteramente de piedra, no tener la moldura superior de las demás estructuras, y ser semejante a las estructuras escalonadas de Copán, lo que muestra la gran influencia qué Copán tenía sobre esta área.

### Plaza norte
La Plaza Norte o Gran Plaza mide 124 metros de este a oeste y 105 metros de norte a sur, cubriendo un área aproximada de 13.020 kilómetros cuadrados. Esta plaza se construiría a inicios del clásico tardío, específicamente después de la erupción Loma de Caldera; y contaba con un piso de argamasa (del mismo material del repello de las estructuras) con un grosor de 3 centímetros  y que tendría un declive hacia el norte muy probablemente para controlar el desagüe pluvial. Asimismo, se considera que esta plaza habría sido el mercado de la población.
En ella se encuentran cuatro estructuras alargadas, denominadas como estructuras 6, 8, 9 y 10; miden entre 30 a 50 metros de largo, de 10 a 15 m de ancho y 3 m de alto, y que podrían haber sido residencias de élites. Hacia el norte la plaza está delimitada por la pirámide o estructura "5", también conocida como la Campana de San Andrés. Finalmente, al poniente de la estructura 5 se encuentran las estructuras 11 y 12 (también conocidos como montículo B y montículo A respectivamente); de ellas la estructura 11, mide unos 25 x 15 metros y al menos 1.40 metros de altura, está construido con toba volcánica o talpetate, y dataria del posclásico temprano ya que se encuentra encima de la ceniza de la erupción del Boquerón (fechada aproximadamente por el año 1000 d. C.; después del abandono del sitio).

#### Estructura 6
La estructura 6 fue investigada por el arqueólogo Akira Ichikawa  fines de la década de 2010s; se localiza en el lado sureste de la plaza, contando con elementos adosados qué la unen con la estructura 5 y la acrópolis; y mide aproximadamente 50 metros de largo, 15 metros de ancho, y 3 metros de altura.
Cuenta con 5 cuerpos escalonados (con una altura qué oscila entre 0.5 y 0.7 metros, con rellanos de entre 0.5 y 0.6 metros de ancho, a excepción del último cuerpo que tiene un rellano de 0.9 metros qué pudo servir como andador en la cima de la estructura); y en su parte superior cuenta con por lo menos cuatro cuartos, de forma rectangular y cuyas dimensiones varían (entre 4.7 a 8.3 metros de largo y 1.8 a 2.2 metros de ancho), y cuya entrada (y por ende la fachada de la estructura) estaba orientada hacia la plaza.
La estructura posee dos etapas constructivas, de la primera solo se pudo detectar un cuarto (que mediría 1 metro de altura y 2 metros de ancho) con muros de adobe y repello de lodo (al qué se le aplicó calor con fuego directo); mientras que la segunda etapa corresponde a la estructura final hecha con muros de adobe y repello de argamasa.

#### Estructura 5 (campana de San Andrés)

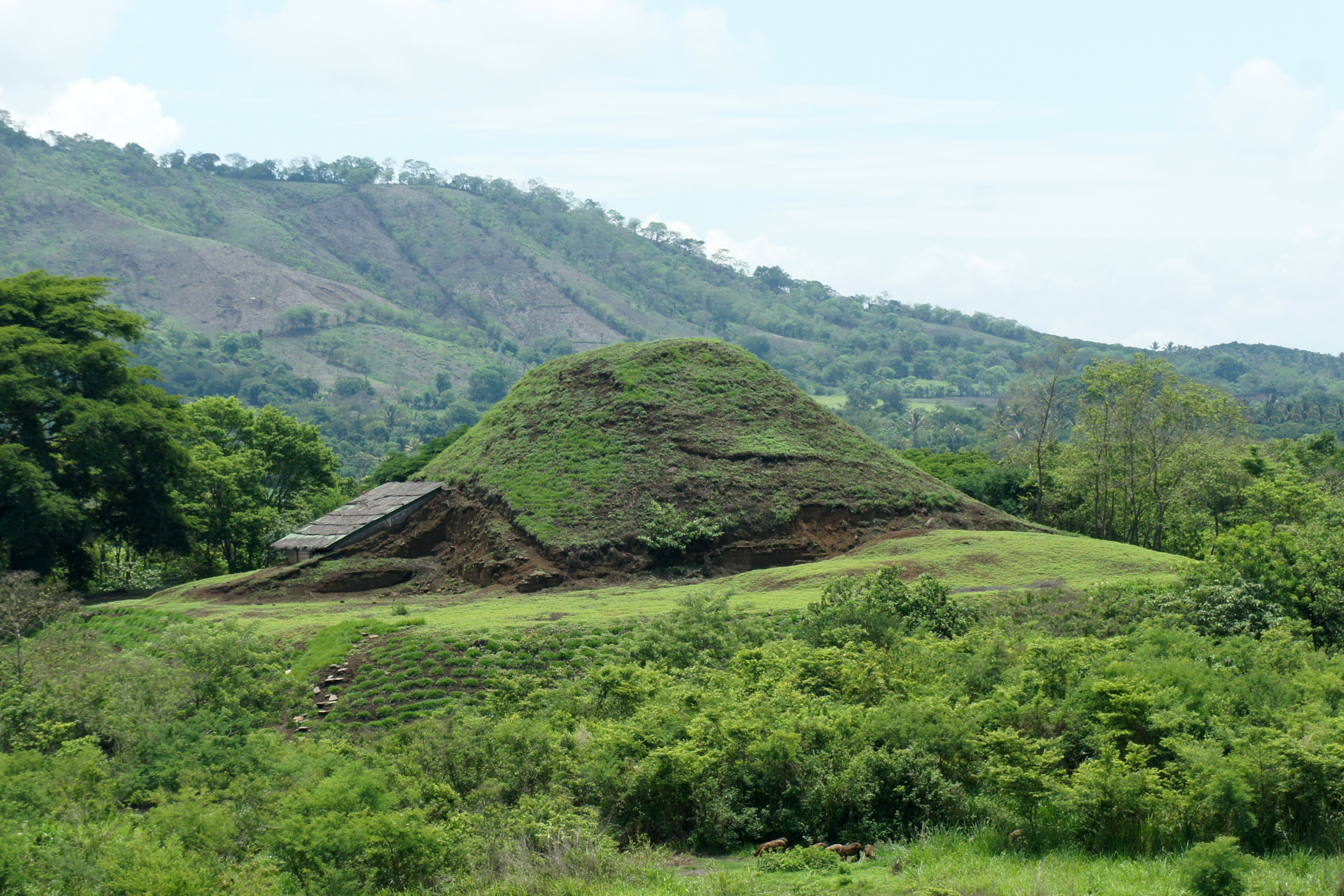
Estructura 5 (la Campana)

La estructura 5, también conocida como la campana de San Andrés debido a su forma al no estar completamente excavada, es la estructura más alta y una de las más antiguas del sitio. Fue estudiada a detalle en la década de 1990s por Christopher Begley, Timothy Sullivan y Jeb Card; y en la década de 2010s por Akira Ichikawa.
En su forma final, hecha de bloques de adobe y repellos de argamasa, alcanza los 20 metros de altura; y tiene su fachada en el lado oeste, y en su cima la edificación estaría coronada por un templo.
La edificación consiste en una plataforma grande sobre la cual se erigió una pirámide escalonada y una pequeña estructura (llamada estructura 5A); tanto la plataforma como la pirámide cuentan con cuerpos de muros verticales con cornisas. La plataforma mide unos 77 metros de norte a sur, 67 metros de este a oeste, y 7 metros de altura; en ella se detectaron dos etapas de construcción con bloques de adobe y argamasa; en los 90s se planteó la hipótesis qué tenía dos escalinatas en el lado oeste, pero la investigaciones de los 2010s mostraron que probablemente tenía una sola escalinata y hacia el lado sur. Mientras que la pirámide mide unos 35 metros de norte a sur, 40 de este a oeste, y 13 metros de altura; tiene una escalinata hacia el lado oeste; y en ella se encontraron al menos tres etapas constructivas.
Las investigaciones de Akira Ichikawa mostraron que en este sector se ocuparon sucesivamente 4 sistemas o técnicas constructivas diferentes, cada una con una estructura qué podría tener varias etapas. Los primeros tres sistemas se ubican estratigraficamente entre la erupción de la caldera de Ilopango y la de Loma Caldera, y son en orden cronológico: técnica de tierra y ceniza compactada (que correspondería a la estructura monumental más antigua del sitio), de tierra apisonada, y de núcleo de tierra y ceniza con revestimiento de piedra cortada. El último sistema constructivo es el de núcleo de adobe y repello de argamasa de la estructura final conformada por la plataforma, la pirámide, y la pequeña estructura 5A; los adobes estaban hechos con molde y tenían un tamaño variado de 46 a 69 centímetros de largo, 23 a 36 cm de ancho y 12 a 15 cm de alto. Fuera de ello, y luego de la erupción del Boquerón se colocarían bloques de piedra cortada en la esquina suroeste de la pirámide, que se considera que podría haber sido una reparación durante del posclásico temprano.

## Temporalidad e historia
El sitio arqueológico de San Andrés tuvo una larga ocupación prehispánica que abarca desde el período preclásico medio (900 a 400 a. C.; o incluso de antes en el preclásico temprano, 1500 a. C a 900 a. C.) al posclásico temprano (900 a 1200 d. C.). Durante todo ese tiempo ocurrieron tres erupciones volcánicas qué delimitan etapas de  la historia del sitio; la primera erupción y la más potente fue la de la caldera del lago de Ilopango, que ocurriría en algún punto de los siglos V o VI; la segunda la de Loma Caldera, ocurrida por el 660 d. C.; y la tercera la de El Boquerón, sucedida por el 1000 d. C.

### Preclásico y clásico
La cerámica del sitio, tanto del preclásico y el clásico (200 a 900 d. C.), era idéntica a la de Chalchuapa, teniendo la mayoría de los grupos cerámicos encontrados en esa localidad junto con grupos propios (que podían llegar a Chalchuapa a través del comercio, como los grupos Guazapa engobe raspado y Polícromo Campana del período clásico) que eran parte de sus propias manifestaciones culturales. Por ello,  el sitio junto con Chalchuapa participaba de las fases culturales: Tok, en el periodo preclásico temprano; Colos y Kal, en el preclásico medio; Chul y Caynac, en el Preclásico Tardío, 400 a. C. - 200 d. C.; Vec, Xocco y Payu en el clásico.

#### Preclásico tardío
En el preclásico tardío se edificaron y extendieron varios sitios en la llanura aluvial del valle de Zapotitán; de esos, el que probablemente fue el centro rector del valle en ese tiempo fue el sitio El Cambio.
La cerámica del valle compartía con Chalchuapa los modos de decoración Usulután y los soportes cónicos o protuberanciados; por lo que los habitantes del valle estaban inmersos dentro de la cultura maya, y unidos (junto con Chalchuapa) a una red cultural con los sitios de las tierras altas centrales de Guatemala (principalmente Kaminaljuyú), con los que conformaban las esferas culturas Providencia y Miraflores, con quienes además tenían en común los rasgos arquitectónicos, tipos de figurillas, estilos escultóricos, prácticas funerarias y adornos personales.
En esa época San Andrés era un pueblo agrícola qué carecía de estructuras monumentales; asimismo, las investigaciones llevadas a cabo por Brian Mckee a finales de la década de los 2000s reportaron extensos campos de cultivo para esta época.

#### Clásico temprano
A inicios del clásico temprano (200 a 600 d. C.) las actividades en San Andrés declinaron, como lo muestra la baja cantidad de tipos de cerámica encontrados, mientras que en otros sitios del valle (como El Cambio y Nueva Lourdes Poniente) se mantuvieron; aunque también es probable que el asentamiento en San Andrés haya sido más disperso.
El sitio de San Andrés sería cubierto por la ceniza de la caldera de Ilopango (conocida como tierra blanca joven o TBJ); si bien en un principio se consideraba que el sitio había sido abandonado hasta varios siglos después de la erupción, las investigaciones de Akira Ichikawa mostraron que la recuperación fue inmediata, debido a que: el espesor de la TBJ en el sitio varía de 0 a 0.52 metros; la primera estructura monumental (en la zona de la estructura 5) se construiría dentro de unos 5 a 30 años después de la erupción o a más tardar dentro de 80 años; y a que los grupos cerámicos de antes de la erupción (como los grupos Guazapa, Chilanga y Huiscoyol) continuaban después de esta.
Entre la recuperación de la erupción de la caldera de Ilopango y la erupción de Loma Caldera se ocuparon distintos sistemas constructivos tanto en la zona de la estructura 5 (que son los de técnica de tierra y ceniza compactada, de tierra apisonada, y de núcleo de tierra y ceniza con revestimiento de piedra cortada) y en la plaza sur (donde después estaría la acrópolis; que son los sistemas constructivos de núcleo de tierra con revestimiento de piedra y de núcleo de tierra con revestimiento de argamasa). De ellos destacan el sistema de núcleo de tierra con revestimiento de piedra (que más adelante también lo tendrían la estructura 7 y los cuerpos adosados de la acrópolis); que es un estilo inusual en el occidente y centro del actual El Salvador en esa época, y que probablemente provino de Copán o de Quelepa (en la zona oriental salvadoreña); este cambio drástico indicaría la presencia de un dirigente con poder e iniciativa, ya qué se requeriría un gran esfuerzo colectivo para traer los materiales y llevar a cabo la obra.

#### Clásico tardío

Fases culturales del actual territorio salvadoreño en el período Clásico Tardío. En verde San Andrés y demás sitios de la fase Payu, todos ellos conectados con la cultura maya.

En verde se muestra el área donde se ha descubierto la cerámica Copador, lo cual a su vez muestra la extensión de la influencia de la ciudad maya de Copán en el período Clásico Tardío, en la que está incluido San Andrés.

Luego de la erupción de Loma Caldera, que sepultó la aldea prehispánica de Joya de Ceren, comenzó la construcción monumental a gran escala en San Andrés, utilizando ladrillos de adobes y repellos de argamasa; con lo que se construiría la acrópolis y las estructuras de la plaza norte. El uso de adobe y de cornisa en la decoración podría haberse adoptado de Chalchuapa (que en ese tiempo tenía su centro ceremonial en Tazumal) adaptándola a nuevas formas como el uso de doble cornisa y la elaboración de adobes con molde.
En esta época, San Andrés se convirtió en el centro político, económico y religioso del valle de Zapotitán (que para este momento, basado en patrones de asentamiento, se estima que tendría entre 40.000 a 100.000 habitantes). La evidencia arqueológica (cerámica, figurillas, arquitectura, orientación de las estructuras), muestra que San Andrés tuvo fuertes contactos con Copán; y asimismo, la ofrenda encontrada en la estructura 7 muestra que recibió bienes comerciados desde lugares tan lejanos como los actuales territorios del Petén guatemalteco y Belice.
Una de las características distintivas de la fase Payu (que como se dijo en un principio es la fase cultural que abarca toda esta época) es la cerámica Copador, que era producida en Copán y que se ha encontrado ampliamente en el centro y el occidente del actual El Salvador. Está cerámica y la Gualpopa (también hallado en Copán pero probablemente introducida desde El Salvador) indican que hubo una red bastante sofisticada que unificó ambas regiones para este período.

### Posclásico temprano
San Andrés colapsaría y sería abandonado en el siglo IX, en una versión local del llamado colapso maya (en el que también fueron abandonados la mayoría de las demás ciudades mayas como Copán o Tikal); momento en el cual, muy probablemente la acrópolis habría sido quemada.
El sitio sería cubierto por las ceniza de El Boquerón, que como se dijo en un principio está datado por el año 1000 d. C. Para ese momento las estructuras estaban sumamente erosionadas, ya que la capa estratigráfica entre el abandono y la erupción antedicha (que tiene un espesor de 1 metro) contiene una cantidad considerable de escombros tanto en la acrópolis como en la zona de la estructura 5.
Poco tiempo después de la erupción de El Boquerón, el sitio sería nuevamente ocupado como un sitio residencial. Esta ocupación sería de duración breve (abarcando lo que quedaba del posclásico temprano) y provendría de grupos procedentes del actual México, posiblemente nahuas; que además, repararían con bloques de talpetate partes de la estructura 5 y la acrópolis para reutilizarlos y que construirían la estructura 11. A la manifestación cultural de estos grupos se la conoce arqueológicamente como fase Guazapa, fase cultural que tenía su centro en las ciudades prehispánica de Cihuatán y Las Marías (a las que muy probablemente tributaban), y cuyo grupo de cerámica principal era la de Banderas policromo (una versión local de la cerámica Mixteca Puebla, originaria de la zona de Cholula). Para ese momento el valle de Zapotitán tendría una población estimada de entre 38.000 y 90.000 habitantes.
Al final del período posclásico temprano, en el siglo XIII, Cihuatan y Las Marías serían atacados y quemados, y San Andrés sería completamente abandonado. Al mismo tiempo se daría la última migración de poblaciones nahuas, así como el comienzo de la formación del Señorío de Cuzcatlán que encontraron los españoles en el siglo XVI.

### Hacienda San Andrés
Después de la conquista española, las ruinas de San Andrés se encontraban dentro de una hacienda colonial dedicada a la ganadería y la producción de añil (índigo). Debido a la erupción de El Playón en 1658, el obraje de añil de la hacienda fue sepultado, aunque quedó conservado y casi intacto.
La hacienda en la que se encontraba el sitio adquiría el nombre de San Andrés; y en junio de 1855, se hace mención en la Gaceta del Gobierno del Salvador de la venta de esta hacienda por su propietario, don Cruz Rodríguez, un vecino de Santa Ana.
En el 19 de junio de 1885, en la Hacienda San Andrés se firmaría el Convenio de San Andrés que terminó la guerra entre el ejército liderado por el general Francisco Menéndez y el gobierno (en ese entonces presidido por el tercer designado José Rosales).
San Andrés y otros sitios precolombinos fueron declarados Monumentos Arqueológicos Nacionales mediante Decreto Legislativo n.º 508, del 6 de mayo de 1976, publicado en el Diario Oficial n.º 95, Tomo n.º 251, del 24 de mayo de 1976.
En 1996, el Gobierno de El Salvador inauguraría el Parque Arqueológico San Andrés, en donde el visitante puede recorrer el centro monumental, el obraje y el museo de sitio.